# 黒のもんもん組
『黒のもんもん組』（くろのもんもんぐみ）は、猫十字社による日本の漫画作品。1978年9月から1984年3月まで『LaLa』（白泉社）および『花とゆめ』（同社刊）にて連載された。連載開始直後の前半部である44話に加え、後半部といえる「黒のもんもん組 富士山麓に玉砕編」の18話、『LaLa増刊号』に掲載された「黒のもんもん組 番外編」10話の、全72話からなる。少女漫画家で美少年好きの「とらじゃ」、美少年好き＆男色家の「かりた」、ゴキブリと友達な「めりた」の大学生3人組「黒のもんもん組」が、シュールでナンセンスなドタバタ日常を繰り広げるナンセンスギャグ漫画。

## 登場人物

### 黒のもんもん組
とらじゃ
額にヘアバンドを巻いており、肩に掛かるくらいのぼさぼさショートヘアの女性。ほとんど大学に行かない大学生であり、少女漫画家。美少年好き。筋金入町（すじがねいりちょう）にある2階建てアパート「ひわい荘」の2階の一室に住んでいる。身長156センチメートル、体重43キログラム、視力1.5。「絶品」と大きく書かれた布団を使用している。
信州(長野県)の飯田市の出身であり、飯田市の実家には、とらじゃの母親が住んでいる。
かりた
肩に掛かるくらいの黒髪長髪でヘアバンドを巻いている男性で、大学生。男色家で美少年好き。右目に三角形のアイパッチをつけていることが多い。ひわい荘1階の2号室に住んでいる。身長178センチメートル、体重62キログラム、視力並。
めりた
肩に掛かるくらいのパーマっぽい縮れ毛でヘアバンドを巻いている男性で、大学生。耳に紐でかけるタイプの丸いサングラスをかけている。人間の子供くらいの大きさの複数のゴキブリと友達であり、ときどき「ごきぶり快獣めりた」に変身する。ひわい荘の一室に住んでいる。身長176センチメートル、体重70キログラム、視力2.0。連載後期には結婚している。

### もんもん組の関係者
ルーちゃん
サングラスをかけた黒髪おかっぱヘアのタコ。少女漫画家である「とらじゃ」のアシスタントをしている。幼馴染に金髪のタコ「ニコちゃん」がいる。
担当でんわ
とらじゃが描く少女漫画の編集担当がとらじゃの部屋に置いていった電話。顔があり、頬には縫合跡がある。担当からの電話が来ると「おいでんわっ」などと発声し、とらじゃを追いかけて電話に出るように仕向ける。
尾長谷（おせわ）
とらじゃが描く少女漫画の編集担当。番外編「今日（きょうび）浮世風呂」では「担さん」(たーさん)とも呼ばれる。九州は大分県の生まれ。「担当でんわ」の電話回線越しに、短刀などの物体をとらじゃ側にワープさせることができる。
漏田(もれた)くん
とらじゃが描く少女漫画の編集担当「担さん」の知人。番外編「今日（きょうび）浮世風呂」で登場。茨城県出身。
まるち
短髪の少年。とらじゃの漫画作品のファンで台東区在住。
ほーいち教授
スキンヘッドで「ありがたや」という文字で埋め尽くされた柄の着物を着ている。通学するたびに大学を破壊する「黒のもんもん組」を迎え撃つための「白のいやいや組」を結成している。
学長
ウサギの耳がある丸眼鏡の教師。蝶ネクタイをしている。「白のいやいや組」の一員。
かーへ教授
ウェーブヘアで左目に片眼用の眼鏡を装着している。清純同性交友会。
ぶるまん
とらじゃの旧友。左右にお団子をつけたショートヘアで、目がイカの形をしている。峠のお茶屋「ぴんく茶屋」で働いている。
きりまん
とらじゃの旧友。明るい色のパーマヘア。「きりまん」と一緒に峠のお茶屋「ぴんく茶屋」で働いている。
キリストどの
12月24日生まれ。イエスさんとも呼ばれる。

### その他
ゴータマさん
4月8日生まれ。「涅槃」と大きく書かれた布団を使用している。なお「富士山麓に玉砕編」では、「キリスト・ブッダ組」vs「悪魔・鬼組」のプロレスリングのタッグマッチが6話分にわたり開催される。
ひわい荘の大屋さん（ひわいそうのおおやさん）
顔が平屋建ての形をしている。

## 書誌情報
- 猫十字社 『黒のもんもん組 完全版』 光文社〈光文社ガールズコミック版〉、全4巻
  - 1巻: 2011年11月10日発行、194ページ、ISBN 978-4-334-80777-1
黒のもんもん組 第1話 から 第16話 まで （『LaLa』 1978年9月号 から 同誌 1979年12月号 に掲載）を収録。
上記に加え、「黒のもんもん組 番外編」第1話 から 第3話 まで（『LaLa』 1979年2月、5月 および 9月増刊号に掲載）を収録。
巻末には、猫十字社のデビュー作である読み切り「天使の一日」（『花とゆめ』 1978年3月号掲載）も収録。

  - 2巻: 2011年11月10日発行、194ページ、ISBN 978-4-334-80778-8 。
黒のもんもん組 第17話から第31話（『LaLa』 1980年1月号 から 同誌 1981年3月号 に掲載）までを収録。
上記に加え、「黒のもんもん組 番外編」第4話 から 第6話（『LaLa』 1980年4月、9月 および 11月増刊号に掲載）までを収録。

  - 3巻 2011年12月10日発行、194ページ、ISBN 978-4-334-80780-1
黒のもんもん組 第32話 から 第44話（前半部最終話）まで（『LaLa』 1981年4月号 - 10月号,12月号および 同誌 1982年1月号 - 5月号 に掲載）を収録。
上記に加え、「黒のもんもん組 番外編」第6話 から 第9話まで（『LaLa』 1981年4月、8月 および 10月増刊号に掲載）を収録。
巻末には、読み切り「天使の休日」（『花とゆめ』 1978年春の増刊号に掲載）も収録。

  - 4巻 (黒のもんもん組 富士山麓に玉砕編): 2011年12月10日発行、210ページ、ISBN 978-4-334-80781-8
「黒のもんもん組 富士山麓に玉砕編」第1話 から 第18話（後半部最終話）まで（『LaLa』 1982年6月号 - 1983年2月号,1983年4月号 - 8月号および、1983年12月号 - 1984年3月号 に掲載）を収録。
上記に加え、「黒のもんもん組 番外編」第10話（番外編最終話, 『LaLa』 1983年2月大増刊号に掲載）を収録。

※ 上記光文社ガールズコミック版 1巻から4巻 の 巻末には、作者の連載時回想文である「あとがき」がそれぞれ3 - 4ページ追加収録されている。[1]

## 過去に販売されていた単行本情報
- 黒のもんもん組（朝日ソノラマ／サンコミックス・ストロベリー版）
  - 1巻: 1987年10月 発行、186ページ、ISBN 4-257-91889-6
  - 2巻: 1987年11月 発行、190ページ、ISBN 4-257-91890-X
  - 3巻: 1987年12月 発行、190ページ、ISBN 4-257-91891-8
  - 黒のもんもん組 富士山麓に玉砕編 : 1987年1月 発行、206ページ。ISBN 4-257-91881-0

※ サンコミックス・ストロベリー版（全4巻）の 収録話は、上記「黒のもんもん組 完全版 (光文社ガールズコミック版)」（全4巻）と同一。
- 黒のもんもん組（花とゆめコミックス版） 1巻 1980年3月20日発行、190ページ。
- 黒のもんもん組（花とゆめコミックス版） 2巻 1981年4月25日発行、190ページ。
- 黒のもんもん組（花とゆめコミックス版） 3巻 1982年5月25日発行、188ページ。
花とゆめコミックス版の1巻から3巻までの収録話は、上記「黒のもんもん組 完全版（光文社ガールズコミック版）」と同一。
※ ただし、完全版である「光文社ガールズコミック版 4巻」収録分の「黒のもんもん組 富士山麓に玉砕編」および「黒のもんもん組 番外編 第10話」については、花とゆめコミックス版では未刊行。
- 黒のもんもん組 （白泉社文庫 版） 1巻 1997年3月14日発行、文庫判 320ページ、ISBN 4-592-88328-4（前半部の一部話数掲載、未収録話あり）